# Vana-Vastseliina
Vana-Vastseliina – wieś w Estonii, w prowincji Võru, w gminie Vastseliina. Znajdują się w niej ruiny zamku Vastseliina.